# Битка код Росбаха
Битка код Росбаха била је пруска победа у седмогодишњем рату (1756-1763). Розбах је село код Мерзебурга у Немачкој, где је пруски краљ Фридрих Велики 6. новембра 1757. потукао удружену француску и аустријску војску.

## Позадина

### Пруска офанзива у Чешкој
Уласком Русије у седмогодишњи рат, а затим и Шведске, у пролеће 1757. је коалиција против Пруске коначно оформљена. Због надмоћности противника, Фридрих Велики се у почетку одлучио на стратегијску дефанзиву. Главне снаге груписао је у Саксонији, одакле је могао дејствовати према ситуацији, а био је спреман чак и да напусти неутврђени део Шлезије. Пошто су снаге коалиције биле још увек међусобно раздвојене, Фридрих је, користећи се готовошћу сопствене армије и погодном обухваном основицом, концентрично упао 18. априла са 4 колоне у Чешку да спречи правовремено извлачење аустријске војске и ту је примора на одлучујућу битку. Аустријске снаге су још биле у зимским становима: генерал Ференц Надажди са 15.000 људи код Оломуца, фелдмаршал Јохан Зербелони са 27.000 људи код Кенигреца (Храдец Кралове), генерал Кристјан Кенигсег унд Ротенфелс са 23.000 људи код Рајхенберга (Либерец), Фелдмаршал Максимилијан Браун са 40.000 људи између Будина и Прага, и генерал Карл Аренберг са 25.000 људи код Егера (Хеб).
Изненађени и без јединствене команде, Аустријанци нису могли да пруже отпор синхронизованом дејству пруских колона. Курт Шверин (са 35.000 људи) из Шлезије и војвода Аугуст Брауншвајг-Беверн (  - са 20.000 људи) од Цитауа кренули су низ реку Изер, а Фридрих (40.000 људи) од Пирне и принц Мориц (  - 20.000 људи)од Кемница потиснули су аустријске снаге Брауна и и Аренберга према Прагу. Пошто је изгубљен велики број магацина, веома важних за тадашњи начин ратовања, код Прага се, заједно са посадом тврђаве (око 13.000 људи) нашло око 74.000 Аустријанаца под командом Карла Лотариншког.
Пруси су на бојишту код Прага били надмоћнији (око 96.000 људи). Карло Лотариншки намеравао је да дочека  пруски напад на десној обали реке Влтаве. Међутим, Фридрих је оставио фелдмаршала Кита са 32.000 војника на левој обали реке Влтаве према Прагу, а главним снагама прешао је 5. маја реку северно од града и, наредног дана, спојио се са Швериновом колоном североисточно од града. У бици код Прага 6. маја Аустријанци су поражени, па су се повукли у тврђаву. И поред победе, ситуација Фридриха Великог није се битно изменила. Иако победници, Пруси су претрпели веће губитке него Аустријанци. Аустријски фелдмаршал Леополд Даун кренуо је 12. маја са 54.000 људи у деблокаду Прага. Фридрих је са 33.000 кренуо у сусрет аустријским снагама, које су га потукле у бици код Колина 18. јуна и приморале на повлачење из Чешке.

### Француска офанзива на Рајни
После повлачења из Чешке, пруска војска поново је прешла у стратегијску дефанзиву, ишчекујући повољну прилику да појединачно туче снаге својих противника, које су се упутиле концентрично према Прусима. Армија јужнонемачких држава (33.000 људи) упутила се преко Нирнберга у Тирингију; једна француска армија (око 30.000 војника) под принцом Шарлом Субизом (фр. Charles de Rohan, prince de Soubise) кренула је од Франкфурта на Ерфурт, а друга (око 100.000 војника) под маршалом Лујем Естреом (фр. Louis Estrées), која је долазила са Доње Рајне, пошто је 26. јула код Хастенбека победила армију војводе Вилијама Камберленда (енгл. William Augustus, Duke of Cumberland - 36.000 људи), кренула је са војводом Луј-Франсоа Ришељеом (фр. Louis-François Richelieu) према Халберштату и заузела Хановер и Брауншвајг.

## Битка
После повлачења из Чешке, Фридрих Велики прикупио је 3. септембра 1757. код Браунсдорфа 27 батаљона, 45 ескадрона и 25 тешких топова (око 22.000 људи). Савезници су за то време прикупили код Занкт Михелна 30.000 Француза под Шарлом Субизом (фр. Charles Soubise, 48 батаљона, 40 ескадрона и 33 тешка топа) и 11.000 цареваца под Јозефом Хилдбургхаузеном (14 батаљона, 43 ескадрона и 12 топова). Пошто је уочио осетљивост изложеног бока савезничког распореда, Фридрих је одлучио да га нападне, али је Субиз открио пруске покрете и ноћу 3/4. новембра преместио свој логор између села Брандероде и Занкт Михелна - фронтом према истоку. Због надмоћности противникових снага Фридрих је повукао своје трупе иза потока Лаје и распоредио их између Бедре и Росбаха. Савезници су 4. новембра кренули према Тагевербену да би угрозили леви бок и позадину пруске војске. Под заштитом 8 батаљона и 12 ескадрона генерала Сен Жермена (фр. Claude-Louis Saint-Germain)  на Шортауским висовима, савезници су стигли 5. новембра у три паралелне колоне до Цојхфелда, одакле су скренули према истоку. Фридрих се одлучио за напад и наредио је генералу Зајдлицу да са 38 ескадрона пресече противнику пут за Мерзебург, а пешадију у 14 часова и 30 минута упутио је назад према селу Грос Кајни, штитећи њен маневар на одсеку Шортау - Лаја одредом од 1 батаљона и 7 ескадрона.